# Placosoma cordylinum
Placosoma cordylinum är en ödleart som beskrevs av  Johann Jakob von Tschudi 1847. Placosoma cordylinum ingår i släktet Placosoma och familjen Gymnophthalmidae. IUCN kategoriserar arten globalt som livskraftig.

## Underarter
Arten delas in i följande underarter:
- P. c. cordylinum
- P. c. champsonotus